# شورش‌های دسامبر ۲۰۰۱ در آرژانتین
شورش‌های ۲۰۰۱ در آرژانتین (انگلیسی: December 2001 riots in Argentina) یک دوره ناآرامی و شورش را در این سال شکل داد. در ۱۹ و ۲۰ دسامبر ۲۰۰۱ خشونت‌آمیزترین رویدادها در بوینس آیرس، روزاریو و سایر شهرستان‌های بزرگ این کشور بوقوع پیوست. در دسامبر ۲۰۰۱ و در اوج این شورش‌ها در مدت ۱۰ روز ۵ مرتبه رئیس جمهورهای آرژانتین عوض شدند.

## پیشینه
خیزش سال۲۰۰۱ عمدتاً توسط طبقه متوسط علیه دولت رئیس‌جمهور فرناندو دولا روآ، که در جلوگیری از بحران اقتصادی شکست خورده بود شکل گرفت. در آن زمان پزو آرژانتین در مقایسه با دلار آمریکا نرخی ثابت داشت. از سال ۱۹۸۰ سیاست دلاری کردن پزو آرژانتین به ابزاری برای غلبه بر تورم مزمن این کشور تبدیل شده بود ولی این سیاست مانع کنترل آرژانتین بر سیاست‌های پولی‌اش شد. تغییر ناگهانی ارزش دلار در سال ۱۹۹۷ به صادرات این کشور که تنها منبع مهم درآمد خارجی بود صدمه زد.
در مارس ۲۰۰۱ با استعفای خوزه لوئیس وزیر اقتصاد، سیاست‌های اقتصادی دولا روآ ضربه شدیدی دریافت کرد. او با ریچاردو لوپز وزیر دفاع جایگزین شد.

## ۱۹ دسامبر
در دسامبر سال ۲۰۰۱ پرزیدنت دولا روآ وضعیت محاصره اقتصادی را در سراسر کشور اعلام کرد. بدنبال این اعلام هزاران نفر به خیابان‌های پایتخت و دیگر شهرهای بزرگ روانه شدند.

## طرح اقتصادی کورالیتو
ناآرامی زمانی آغاز شد که دومینگو کاوالو وزیر اقتصاد محدودیت‌هایی را در مورد بیرون کشیدن پول از سپرده‌های بانکی را اعلام کرد. او قصد داشت تا از بیرون کشیده شدن سپرده‌های بانک مرکزی که در سال ۲۰۰۱ بیست و پنج درصد آن خارج شده بود جلوگیری کند. این طرح تلاش می‌کرد تا طی ۹۰ روز تا زمانیکه بدهی‌های آرژانتین پرداخت می‌شود بتواند بحران اقتصادی را مهار کند.

## بیستم دسامبر
شورشی که توسط گروه‌های بیکار و نزدیک به چپ آغاز شده بود به طبقه متوسط نیز کشیده شد. استعفای کاوالو هیچ تأثیری در ایجاد آرامش نداشت. دولت دولا روا با ارتش قرار گذاشت تا در توزیع مواد خوراکی شرکت کند ولی این تلاش نیز به دلیل عدم همکاری وزارت توسعه اجتماعی با شکست روبرو شد.
طی روز ۲۰ دسامبر گروه‌های معترض بر خلاف حکومت نظامی به میدان‌های پایتخت آمدند. پلیس فدرال که تحت فرمان دولت عمل می‌کرد تلاش داشت که معترضین را کنترل کند. اقدام قاضی فدرال برای جلوگیری از عملیات پلیس به نتیجه نرسید. وضعیت با ورود معترضین دیگر به صحنه وخیم تر شد.
با گسترش خشونت ، رئیس‌جمهور دولا روآ تلاش کرد تا خبرهای بوئنوس آیرس را سانسور کند. او قصد داشت با وضعیت حکومت نظامی شبکه‌های تلویزیونی را با زور مجبور کند تا رویدادهای جاری پایتخت را پخش نکنند. این طرح نیز شکست خورد چرا که مسئول رسانه‌های دولت از انجام این طرح خودداری کرد.